# Sajevce
Sajevce so naselje v Občini Kostanjevica na Krki.